# Colònia de Sant Pere
Colònia de Sant Pere är en ort i Spanien.   Den ligger i regionen Balearerna, i den östra delen av landet, 600 km öster om huvudstaden Madrid. Colònia de Sant Pere ligger 5 meter över havet och antalet invånare är 543. Den ligger på ön Mallorca.
Terrängen runt Colònia de Sant Pere är kuperad åt sydost, men åt sydväst är den platt. Havet är nära Colònia de Sant Pere norrut. Runt Colònia de Sant Pere är det ganska tätbefolkat, med 222 invånare per kvadratkilometer. Närmaste större samhälle är Manacor, 19,5 km söder om Colònia de Sant Pere. 